# Nothodixa flavicollis
Nothodixa flavicollis är en tvåvingeart som först beskrevs av Tonnoir 1923.  Nothodixa flavicollis ingår i släktet Nothodixa och familjen u-myggor. Inga underarter finns listade i Catalogue of Life.